# یال (اسب)

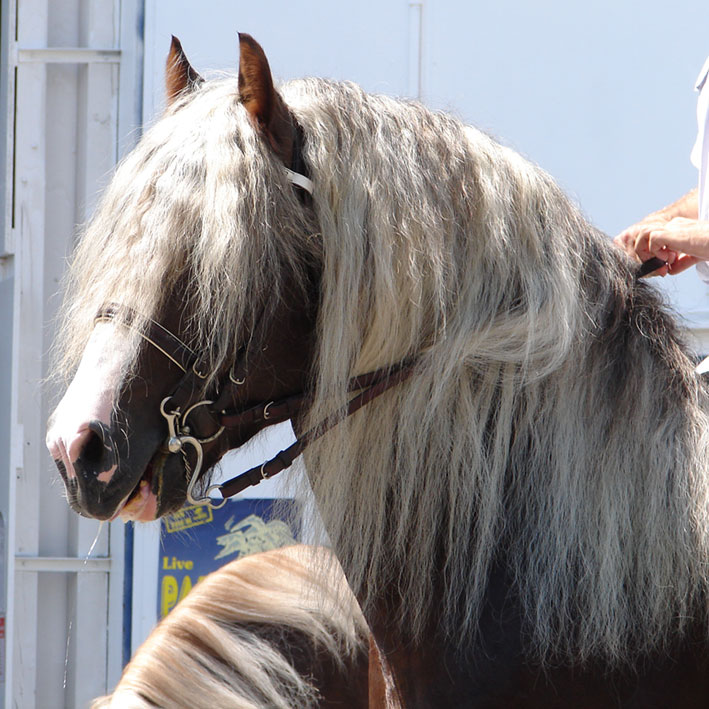
اسبی با یال بلند

یال در اسب‌ها موهایی است که از بالای گردن اسب یا اسبیان دیگر می‌روید و از پیشانی تا جدوگاه می‌رسد. یال ضخیم‌تر و درشت‌تر از بقیه موهای اسب است و به‌طور طبیعی رشد می‌کند تا تقریباً گردن را بپوشاند. وراثت در آن نقش دارد و به برخی اسب‌ها یال بلندتر و ضخیم‌تر و برخی دیگر کوتاه‌تر و لاغرتر می‌رسد.
برخی از اسب‌ها، مانند اسب‌هایی که در سیرک‌ها یا در نمایش‌ها استفاده می‌شوند، یال‌هایی دارند که تا زانو رشد کرده‌اند. برخی دیگر دارای یال‌هایی هستند که به‌طور عمدی تراشیده شده‌اند. با این حال، زمانی که یال تمیز نشود، معمولاً بیشتر از عرض گردن اسب رشد نمی‌کند، زیرا ساییدگی و پارگی طبیعی طول بالقوه آن را محدود می‌کند.
تصور می‌شود که یال گردن را گرم نگه می‌دارد و اگر حیوان نتواند از باران سرپناهی پیدا کند، احتمالاً به خروج آب از گردن کمک می‌کند. همچنین برخی از مگس‌ها را از جلوی اسب محافظت می‌کند، اگرچه دم معمولاً اولین دفاع در برابر مگس‌ها است.
اسبچه‌ها معمولاً ضخیم‌ترین یال‌ها را دارند و نژادهای اسب دارای تنوع زیادی در ضخامت و طول هستند. سایر اسبان مانند الاغ اغلب یال‌های بسیار کم و نازکی دارند. اعضای زرافگان، به ویژه زرافه نیز یال دارند.